# Karl von Oven (Landrat)

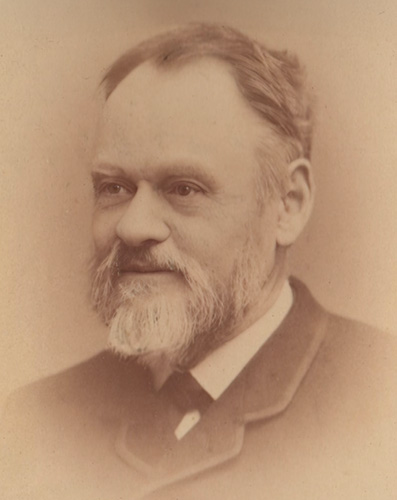
Karl von Oven

Karl Gottfried von Oven (* 12. Juli 1824 in Wetter; † 24. Mai 1907 in Wernigerode) war ein deutscher Regierungsrat und Landrat.

## Leben
Seine Eltern waren Engelbert von Oven (25. Oktober 1795; † 8. Januar 1846) und dessen Ehefrau Charlotte Sophie, geb. Brügelmann (* 17. Mai 1805; † 12. Dezember 1875). Sein Bruder war Julius von Oven.
Oven trat 1865 sein Amt als Landrat im Kreis Schlochau an, welches er bis 1875 innehatte. Nachdem er sich zehn Jahre auf sein Landgut zurückgezogen hatte, wurde er schließlich 1885 abermals Landrat im Landkreis Duderstadt. Dieses Amt belegte er bis in das Jahr 1900, ehe er ausschied.
1844 wurde er Mitglied der Studentenverbindung Berliner Wingolf, 1845 der Germania Bonn (bis 1844 und ab 1855 Bonner Wingolf) und 1891 des Göttinger Wingolf.

### Familie
Verheiratet war Oven mit Emma, geb. Gräfin von Westarp (1830–1921), einer Schwester Otto von Westarps. Mit dieser hatte er einen Sohn Karl Adolf und die Tochter Godela, welche den deutschnationalen Schriftsteller Adolf von Westarp (* 21. April 1851 in Breslau; gestorben 23. September 1915 in München) heiratete. Karl von Ovens Schwester Eleonore (1830–1910) heiratete ebenfalls einen Grafen von Westarp, nämlich Oberförster Viktor von Westarp (1826–1868), einen weiteren Bruder seiner Frau Emma. Entsprechend sind deren Kinder, der preußische Generalleutnant Adolf von Westarp (1854–1925) sowie der Politiker Kuno von Westarp (1864–1945), Karl von Ovens Neffen, ein Großneffe ist der Schriftsteller Eberhard-Joachim von Westarp (1884–1945). Karl von Oven steht zudem in direkter Linie zu den Generälen Karl von Oven, Burghard von Oven und Georg von Oven.